# Betlem
|  | Aquest article tracta sobre la ciutat palestina. Si cerqueu la representació del naixement de Jesús, vegeu «Pessebre». |

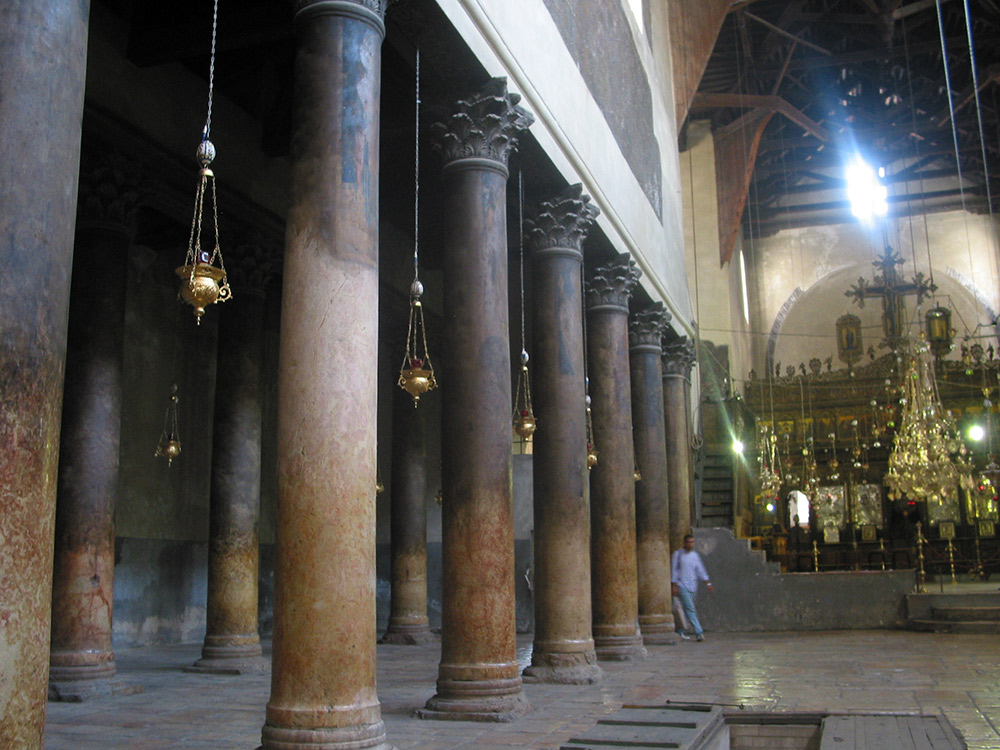
interior de la Basílica de la Nativitat

Betlem (àrab: بيت لحم, Bayt Laḥm; hebreu: בֵּית-לֶחֶם, Bet-Léhem‎) és una ciutat de Palestina a 8 km al sud-oest de Jerusalem.
El nom àrab, Bayt Lahm, significa, literalment, ‘la Casa de la Carn’, mentre que l'hebreu, Bet-Léhem, ‘la Casa del Pa’. Ara bé, és possible que em ambdós casos es tracti d'una reinterpretació d'un topònim anterior que signifiqués ‘la Casa de(l déu) Lahmu’.
La població actual és d'uns 30.000 habitants, la majoria cristians.
És el lloc on segons els evangelis, nasqué Jesús de Natzaret. El 325 l'emperador Constantí va construir la basílica de la Nativitat, atractiu religiós i turístic de la ciutat. Fou arranjada per Justinià I el 525.
Els croats la van ocupar el 1099 i el 1110 fou erigit en bisbat i va conèixer un moment de floriment fins que fou conquerida per Saladí el 1187. Retornada als croats el 1191 ja no va tornar a prosperar. Va passar a mamelucs i otomans. El 1834 la vila es va revoltar contra Ibrahim Pasha i la població musulmana fou delmada pels egipcis.

## Història

### Antiguitat
Betlem era una ciutat cananea 3000 anys aC, època en què els cananeus assentats a la regió aixecaren pobles envoltats de muralles per protegir-se. Adoptaren el déu caldeu de la fertilitat Lahamu amb el nom de Lahama, a qui aixecaren un temple a l'actual turó de la Nativitat, que dominava la vall fèrtil que s'estén al peu de la ciutat. Del seu nom deriva l'actual nom de Beit Lahama, «casa de Lahama». La vila és mencionada al voltant de l'any 1350 aC a les Cartes d'Amarna, escrites pel governador egipci de Palestina al faraó Amenofis III, i la hi descriu com un important lloc de descans per als viatgers que anaven de Síria i Palestina a Egipte. El 1200 aC, els filisteus governaren el país, i l'anomenaren Palestina.

#### Tradició bíblica
Segons la tradició judaica la població pertanyia a la tribu de Judà i la vila és el bressol del rei David, que donaria una gran força política al naixent regne d'Israel i sota el qual el regne adquirí una gran esplendor. Això feu que nou segles després (David és del segle x aC) la vila fos associada a un altre gran personatge: Jesús de Natzaret. Betlem era el lloc on els profetes havien anunciat que naixeria el Messies (Llibre de Miquees 5, 1 i següents), però també on veié la llum el rei David (Primer llibre de Samuel 16,1.11-13). Precisament el naixement de Jesús en aquest lloc es degué al fet que Josep de Natzaret, marit de Maria, era descendent de David, i com el país es trobava sota dominació romana, els seus habitants havien d'acudir a llur localitat d'origen per empadronar-s'hi, perquè la potència ocupant elaborés un cens fiscal. L'Evangeli segons Lluc ho reflecteix així:
| «           | Per aquells dies sortí un edicte de Cèsar August ordenant que es fes el cens de tot l'imperi. Aquest cens va ser anterior al que es feu quan Quirini era governador de Síria. Tothom anava a inscriure's, cadascú a la seva població. També Josep va pujar de Galilea, del poble de Natzaret, a Judea, al poble de David, que es diu Betlem, perquè era de la casa i la família de David. Josep havia d'inscriure's juntament amb Maria, que estava compromesa amb ell en matrimoni. Maria esperava un fill. | » |
| — Lc 2, 1-5 | |   |

### Edat mitjana
A les acaballes del segle iv, amb la partició de l'Imperi Romà, Betlem passà a dependre de l'Imperi Romà d'Orient i es convertí en un important centre religiós: s'hi aixecaren esglésies, monestirs i convents. L'emperador Constantí I el Gran manà construir, al lloc on s'havia produït el naixement de Jesús, la Basílica de la Nativitat, que constitueix el major atractiu religiós i turístic de la ciutat. El 529, la revolta dels samaritans contra l'Imperi Romà d'Orient assolà la ciutat i els seus encontorns: la muralla de la vila i la basílica foren destruïts, però un cop la revolta fou apaivagada, l'església fou restaurada per l'emperador romà d'Orient Justinià I, així com la muralla.
El 614 Palestina fou envaïda pels perses, i el 637 el califa Úmar ibn al-Khattab visità Betlem i establí relacions amistoses amb les autoritats eclesiàstiques cristianes. La política de tolerància practicada pels omeies es mantingué fins al 1009, quan el califa fatimita Al-Hàkim llançà campanyes de persecució contra els cristians; respectà, tanmateix, la rica comunitat cristiana de Betlem per continuar rebent-ne els seus tributs.
El 1099 fou conquerida pels croats que fortificaren la vila i hi instal·laren una comunitat agustiniana. Suplantaren les antigues autoritats cristianes de la ciutat i hi imposaren l'ús del llatí. El dia de Nativitat de 1100, Balduí I, primer rei del Regne de Jerusalem, fou coronat a Betlem, i aquell any fou establert un bisbat catòlic a la ciutat.

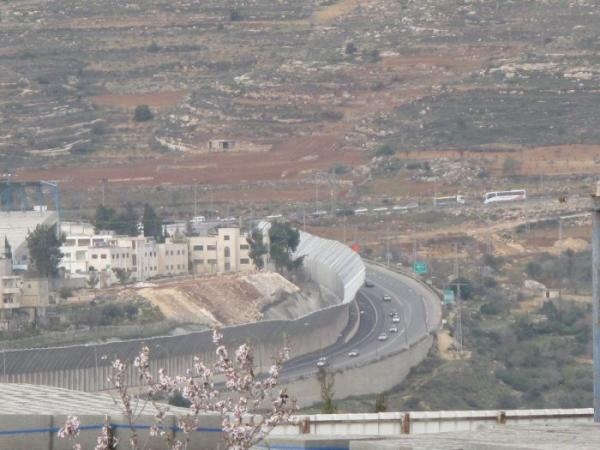
Mur a Beit Khala (afores de Betlem) bordejant la carretera que condueix a Jerusalem.

El 1187, l'aiúbida Saladí vencé els croats i conquerí Betlem. En un primer temps expulsaren els agustinians i les relacions amb Occident desaparegueren, privant la població de bona part dels seus recursos. El 1244, emperò, dos tractats signats amb monarques europeus permeteren als agustinians de tornar i reobrir el pas dels pelegrins a la ciutat. Poc temps després, el 1250, la conquesta del país pels mamelucs circassians acabà amb la tradició de tolerància i convivència que caracteritzà la història de Betlem. El 1263 les torres i les muralles foren esfondrades i les autoritats cristianes expulsades.

### Edat moderna
El 1517 els turcs conqueriren Palestina, i a Betlem començà un període de conflictes entre els franciscans i els ortodoxos grecs per la possessió dels santuaris, que durà dos segles. Els indrets sants del cristianisme passaven d'una comunitat a l'altra segons el favor de què gaudien llurs nacions d'origen davant del califat otomà, per la qual cosa aquestes disputes religioses es convertiren en afers de política internacional. A finals del segle xviii el poble de Betlem s'havia familiaritzat amb els costums i gustos europeus gràcies al contacte permanent amb els pelegrins cristians, i la seva situació econòmica s'havia vist molt millorada.

### Edat contemporània

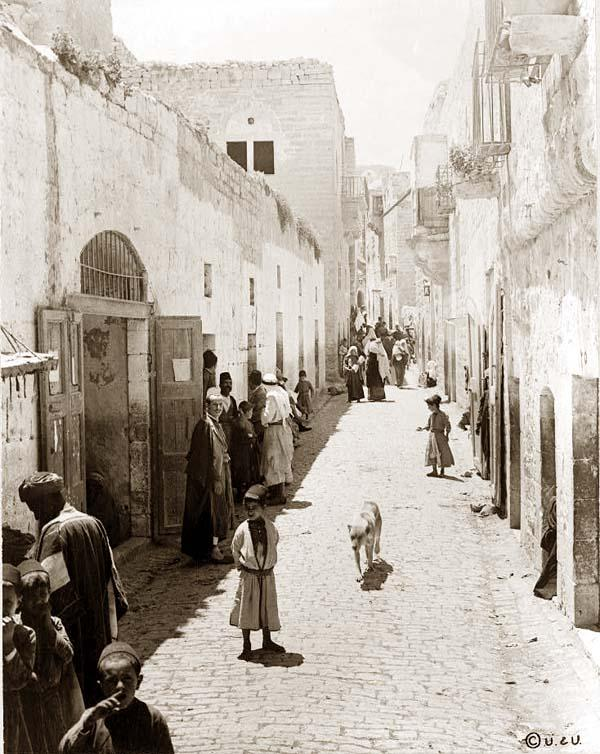
Carrer de Betlem el 1880.

Egipte governà la regió a partir del 1831 durant una dècada enfosquida per una violència creixent. El 1843 el valí d'Egipte Ibrahim Paixà manà desarmar la població i destruir el barri musulmà de Betlem en represàlies per l'assassinat d'un dels seus propers. El 1841, l'Imperi Otomà recuperà el govern de Palestina. Els habitants hagueren de complir amb un servei militar obligatori, s'imposaren forts impostos i l'atur augmentà. Davant la degradació de la seva situació, molts habitants de Betlem emigraren a l'estranger, en particular a Amèrica Llatina, a la recerca de perspectives millors.
El domini turc va acabar el 1917 i Palestina va quedar sota el mandat britànic. En aquella època, els habitants de Betlem eren uns 8.000. Quan els britànics es van retirar de Palestina el 1948, la població de Betlem era d'11.696 habitants. Les guerres entre àrabs i colonitzadors sionistes van continuar i aquests últims van ocupar la major part de Palestina i van declarar el seu estat "Israel". La ciutat de Betlem va romandre lliure de l'ocupació i cap a finals de 1948 es va declarar la unió de la part oriental de Palestina i Transjordània sota el nom de Regne haxemita de Jordània. L'any 1967 va esclatar una segona guerra entre els àrabs i els israelians, i aquests van ocupar la resta de Palestina, inclosa Betlem. Betlem va romandre sota l'ocupació israeliana fins al 22 de desembre de 1995, quan l'Autoritat Palestina es va fer càrrec en compliment dels Acords d'Oslo de 1993.
El setembre de 1993 Israel i l'OAP van signar els Acords d'Oslo. Entre les seves disposicions, l'acord demanava un període interí de cinc anys d'autonomia palestina a Cisjordània i Gaza, al final del qual es decidirà l'estatus final dels territoris ocupats. No obstant això, la implementació de l'acord es va enfrontar a contratemps derivats de la intransigència dels extremistes israelians.
El mur de separació construït per Israel que divideix Palestina encercla Betlem continuant al sud de Jerusalem Est tant a l'est com a l'oest. Amb la terra aïllada pel Mur, annexada per a assentaments, i tancada amb diversos pretexts, només el 13% del districte de Betlem està disponible per a l'ús palestí. A Betlem, el Mur engloba un dels principals llocs sagrats, la tomba de Raquel, que ara és inaccessible per als palestins i efectivament annexada per Israel.
Milers de palestins expulsats per la neteja ètnica israeliana de la Palestina ocupada el 1948 viuen als camps de refugiats de Beit Jibrin, Dheisheh, dins la mateixa localitat de Betlem, i als camps d'Aida i Arroub, a les seves proximitats, en algunes de les àrees més densament poblades del país.

## Demografia
Molts dels habitants cristians de Betlem afirmen ser d'ascendència de cristians àrabs de la península aràbiga.
D'acord amb els registres d'impostos de l'època del domini otomà, els cristians ètnics componien aproximadament el 60% de la població a començaments del segle xvi, però la població cristiana i musulmana arribà a ser igual a meitats d'aquest segle. Tanmateix, no hi hagué habitants musulmans comptabilitzats a finals del mateix segle, amb una població registrada de 287 contribuents adults. Els cristians, com tots els no-musulmans a tot l'Imperi Otomà, foren obligats a pagar l'impost jizia. El 1867 un visitant estatunidenc estudià la ciutat, que ja tenia 3.000 a 4.000 habitants, dels quals aproximadament 100 eren protestants, 300 musulmans i la resta pertanyien a les «minories eclesiàstiques grega i llatina amb uns pocs armenis».
El 1948, la composició religiosa de la vila era del 85% cristiana i el 13% musulmana. En un cens del 1967, adoptat per les autoritats d'Israel, el poble de Betlem tenia 14.439 habitants, 7.790 musulmans (53,9%) i 6.231 cristians (46,1%).
En el cens del 1997, la vila tenia 21.670 habitants, amb un total de 6.570 refugiats, que representaven el 30,3% de la nova població de la ciutat.
Segons una estimació a mitjans de 2006, la població de Betlem era de 29.930 habitants.